# Nolana rostrata
Nolana rostrata là loài thực vật có hoa trong họ Cà. Loài này được (Lindl.) Miers ex Dunal mô tả khoa học đầu tiên.